# 서경덕 (가수)
서경덕(1996년 ~)은 대한민국의 가수다. 2016년 디지털 싱글 [꿈속에]로 데뷔했다.

## 방송
- K팝스타 5 - Top18(11위)

## 음반
- 꿈속에 (2016)